# Артемій (Ільїнський)
Архієпи́скоп Арте́мій (світське ім'я Олекса́ндр Матві́йович Ільї́нський (рос. Александр Матвеевич Ильинский); (30 липня (11 серпня) 1870 , Колежмаd, Кемський повітd, Архангельська губернія, Російська імперія  — 30 серпня 1937 , Тобольськ, Омська область )) — єпископ Російської православної церкви, архієпископ Тобольський і Сибірський.

## Біографія
У 1891 році закінчив Архангельську духовну семінарію і був призначений на посаду народного вчителя.
У 1892 році рукопокладений у сан ієрея.
Вступив до Санкт-Петербурзької духовної академії, яку закінчив у 1898 році зі ступенем кандидата богослов'я.
З 17 серпня 1898 року служив у церкві святителя Тихона Задонського при Олександрівському дитячому притулку.
З 26 жовтня 1899 року — у церкві святого Олександра Невського при гомеопатичній лікарні.
З 3 листопада 1900 року — законоучитель Інституту принцеси Терезії Ольденбурзької в Санкт-Петербурзі та настоятель церкви Воскресіння Христового при ньому.
З 8 травня 1915 року — ректор Уфимської духовної семінарії. 8 червня пострижений у чернецтво, а 14 червня зведений у сан архімандрита.
Надзвичайним єпархіальним собором Петроградської єпархії 1917 року обраний кандидатом у вікарії; визначенням Св. Синоду від 14—17 червня 1917 року призначений четвертим вікарієм Петроградської єпархії «з найменуванням його єпископом Лузьким».
30 липня 1917 року у Воскресенському соборі м. Луга хіротонізований у єпископа Лузького, вікарія Петроградської єпархії.
У 1922 році ненадовго заарештований.
Піддався натиску влади й у червні 1922 року ухилився в обновленство. Після того, як обновленський архієпископ Петроградський Миколай Соболєв у квітні 1923 року склав із себе повноваження керівного архієрея, Артемій був обраний на Петроградську кафедру з'їздом живоцерковників.
Був учасником 2-го обновленського Собору («Всеросійського Помісного Священного Собору») 29 квітня – 9 травня 1923 року, на якому підписав постанову про позбавлення сану й чернецтва Святішого Патріарха Тихона. Влітку того ж року зведений у сан архієпископа, а згодом — митрополита Петроградського і Лузького. Проживав у Петрограді та Лузі.
Згідно з доповіддю делегата Петроградського пастирсько-мирянського зібрання протоієрея І. Крилова від 12/25 липня 1923 року: «Після згаданого зібрання 10 липня 1923 року єпископ Артемій дозволив повсюдно поминати ім'я Святішого Патріарха під час богослужіння».
У жовтні 1923 року єпископ Артемій розпочав переговори про покаяння безпосередньо з управителем Петроградською єпархією єпископом Лузьким Мануїлом (Лемешевським).
17 (4) грудня 1923 року приніс покаяння в храмах Володимирської ікони Божої Матері та Леушинського подвір'я за ухилення в розкол. Як архієрей «старого поставлення» (тобто поставлений до «обновленського перевороту»), був прийнятий у сані єпископа.
У рапорті від 3 січня 1924 року Патріарху Тихону єпископ Лузький Мануїл (Лемешевський) повідомляв про покаяння єпископа Артемія та його від'їзд до Луги. «Але його перебування там небажане через наявність чималого кола шанувальників (його хіротонія відбулася в Лузі 30 липня 1917 р.) і ще більшого кола противників через його обновленську діяльність — більшість парафій клопочуться про його усунення. Єпископ Мануїл пропонує направити Артемія до Макаріївської пустині біля станції Любань — …це може бути зараховано як єпітимія й убереже вірян від спокуси бачити його приклад безкарним». 4 січня 1924 року Патріарх Тихон наклав резолюцію: «Єпископу Артемію відбути до Макаріївської пустині й не звершувати богослужінь, але причащатися — дозволяється».
У 1924—1928 роках перебував на засланні.
З 19 травня 1928 року — єпископ Олонезький.
З 3 квітня 1930 року — єпископ Тобольський.
У 1932—1933 роках — тимчасовий член зимової сесії Священного Синоду.
7 січня 1937 року зведений у сан архієпископа.
У квітні 1937 року заарештований. 23 серпня 1937 року засуджений до смертної кари. 30 серпня 1937 року — розстріляний.

## Публікації
- [Слово на выпуске Уфимской духовной семинарии 7 мая 1916] // Уфимские епархиальные ведомости. 1916. — № 11-12. — С. 384—385.
- Всем сотрудникам // Петроградский церковный вестник 1918. — № 18. — С. 2.
- К чадам Петроградской церкви // Соборный разум. 1923. — № 1-2. — С. 7.